# Anthocerotaceae
Famille
La famille des Anthocerotaceae est une famille de bryophytes (mousses et hépatiques) de l’ordre des Anthocerotales.

## Liste des genres
Selon BioLib (4 mars 2019) et NCBI (4 mars 2019) :
- genre Anthoceros L. emend. Prosk.
- genre Folioceros Bharad.
- genre Sphaerosporoceros Hässel

Selon Catalogue of Life (4 mars 2019) :
- genre Anthoceros
- genre Aspiromitus
- genre Folioceros

Selon ITIS (4 mars 2019) :
- genre Anthoceros L.
- genre Folioceros D.C. Bharadwaj

Selon Tropicos (4 mars 2019) (Attention liste brute contenant possiblement des synonymes) :
- genre Anthoceros L.
- genre Aspiromitus Steph.
- genre Carpoceros Dumort.
- genre Folioceros D.C. Bhardwaj
- genre Sphaerosporoceros Hässel